# Yohkoh
Yohkoh (ようこう, Raio de Sol em japonês), conhecida antes de seu lançamento como Solar-A, foi um satélite artificial da JAXA, com colaborações da NASA e da PPARC. Foi lançada por um foguete M-3S-2 em 30 de agosto de 1991, no Centro Espacial de Kagoshima, reentrando na atmosfera terrestre em 12 de setembro de 2005.